# Quasipaa spinosa
Espèce
Synonymes
- Rana latrans David, 1872 "1871"
- Rana spinosa David, 1875
- Paa spinosa (David, 1875)
- Nanorana spinosa (David, 1875)
- Nyctibatrachus sinensis Peters, 1882
- Rana duboisreymondi Vogt, 1921
- Rana chekiensis Angel & Guibé

Statut de conservation UICN

 VU A2abc : Vulnérable
Quasipaa spinosa, la grenouille épineuse géante est une espèce d'amphibiens de la famille des Dicroglossidae, vivant dans les ruisseaux de montagnes, en Chine du Centre, du Sud-Ouest et du Sud et au Viêt Nam du Nord.
Sa population est en déclin en raison d’une collecte excessive pour l’alimentation humaine et de la dégradation de l’habitat. 
La multiplication des grandes stations d’élevage permet de fournir le marché et de limiter les prélèvements dans la nature. 

## Étymologie
Lorsque Alain Dubois a créé en 1992 le sous-genre Quasipaa, il a indiqué l’étymologie suivante : du latin quasi « presque » et du nom de genre Paa Dubois, 1975, du tamang paa « grenouille » ; le tamang est une langue tibéto-birmane du Népal.
L’épithète spécifique spinosa vient du latin « épineux ».
Son nom chinois est 棘 胸 蛙 Jixiongwa « grenouille à poitrine épineuse ».

## Description

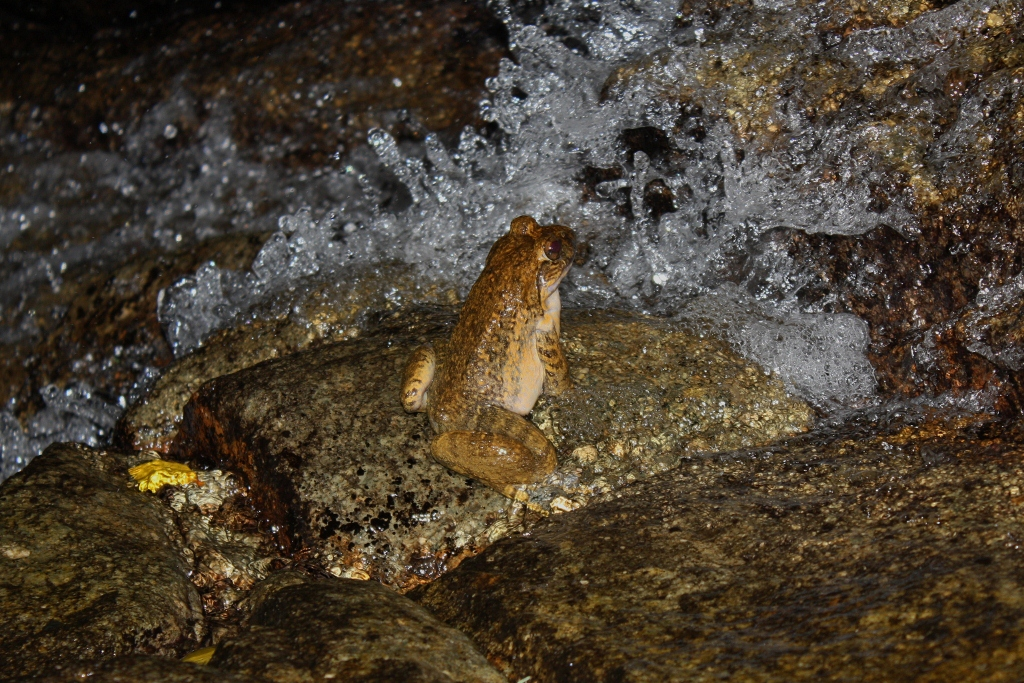
Quasipaa spinosa

Quasipaa spinosa est une espèce de grande taille. Les adultes mesurent de 8 à 20 cm de long et pèse de 200 à 350 grammes[réf. nécessaire].
Son dos est de couleur brun noir à brun jaunâtre, entrecoupé de marbrures denses et jaunâtres, avec des rides clairsemées. Des barres sombres sont présentes entre les yeux. La peau est rugueuse avec des tubercules et granules. 
Le mâle reproducteur est pourvu de sacs vocaux internes, d’avant-bras dilatés, et présente de courtes épines cornées sur la poitrine et les doigts; avec des membres forts et musclés.
Les orteils sont entièrement palmés.
Les grenouilles femelles sont plus petites, ont les membres antérieurs minces et pas de grosses épines noires sur la poitrine.

## Comportements

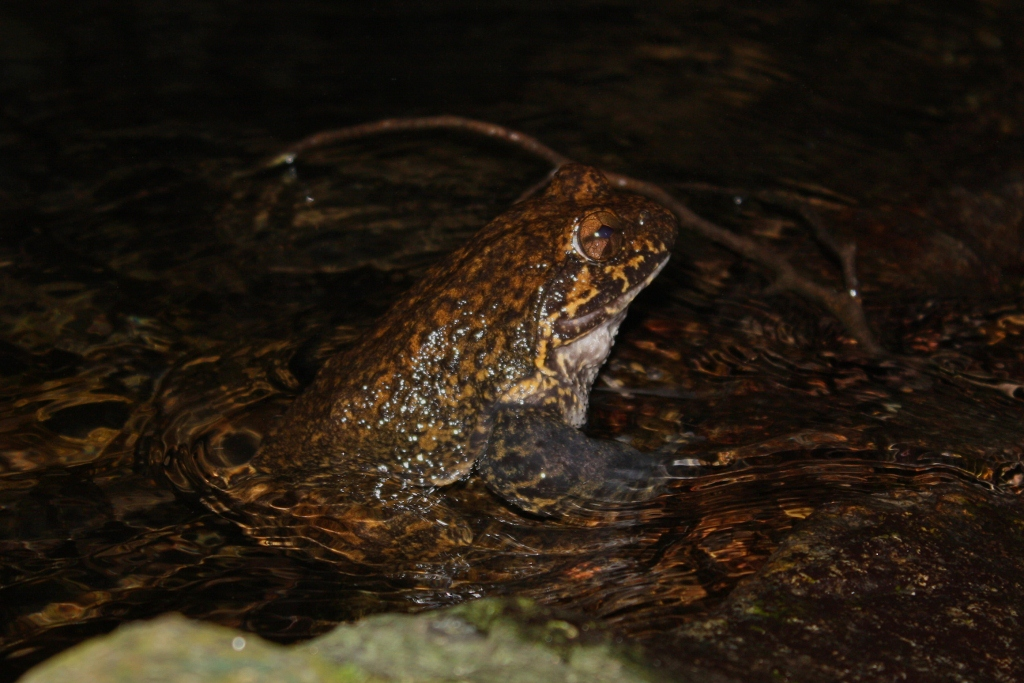
Quasipaa spinosa

Les grenouilles Quasipaa spinosa sont actives la nuit. Elles se nourrissent principalement d’insectes et de leurs larves. Elles sautent très bien - elles peuvent faire des bonds de 1 m[réf. nécessaire].
Elles hibernent de novembre à avril, quand la température de l’eau est inférieure à 15 °C. Les yeux fermés, elles restent sans manger, au fond de leur trou.
La maturité sexuelle est à 2 ans. L'accouplement des grenouilles épineuses géantes a généralement lieu la nuit. Avant l'accouplement, les grenouilles mâles émettent des coassements « guagua » de parade nuptiale pour attirer les femelles. En réponse, celles-ci errent dans l’eau, et produisent parfois un « ka ». Le gros mâle monte sur le dos de la femelle en l’enserrant de ses membres antérieurs. La fécondation est à l’extérieur.

## Répartition
Selon IUCN cette espèce vit en Chine du Centre, du Sud-Ouest et du Sud, y compris Hong Kong. On la trouve dans les provinces du Hubei, Anhui, Jiangsu, Zhejiang, Jiangxi, Hunan, Fujian, Guangdong, Hong Kong et Guangxi[réf. nécessaire].
Sa distribution au Viêt Nam est mal connue car beaucoup de rapports de présence de P. spinosa renvoient probablement à d’autres taxons comme P. verrucospina et P. yunnanensis. Bourret (1942 :291) indique qu’il a rencontré P. spinosa seulement à Mao Son et Bac-Kan. Sa présence est incertaine en Birmanie et au Laos.
Elle se rencontre entre 200 et 1 500 m d'altitude.

## Habitats
Quasipaa spinosa vit et se reproduit dans les ruisseaux rocheux dans les forêts sempervirentes de montagnes et les campagnes ouvertes de collines et de montagnes. La reproduction se passe dans les ruisseaux ; elle pond sous les pierres.

## Population

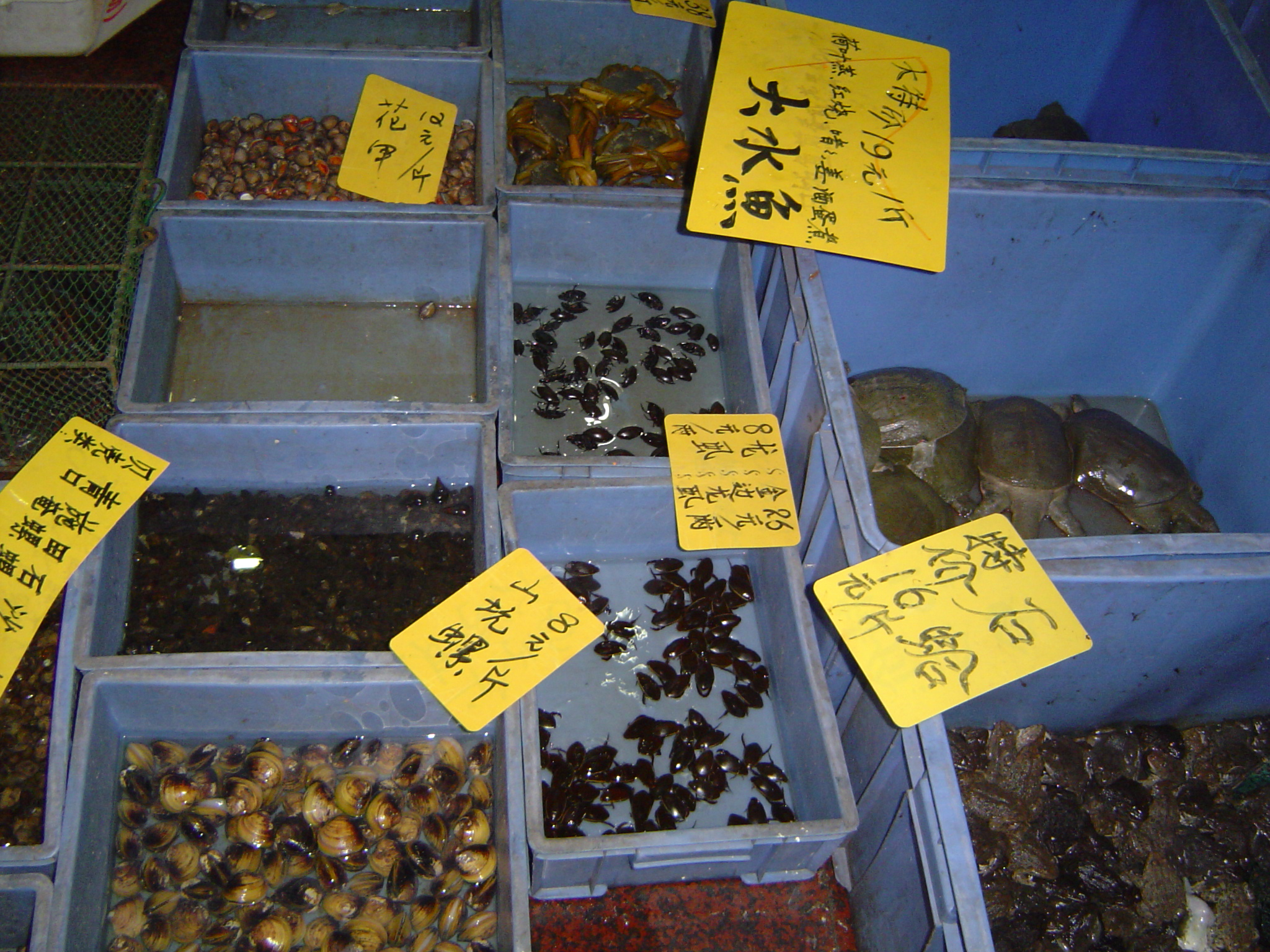
Quasipaa spinosa en vente dans un restaurant de Canton, visible dans le bac en bas à droite

Cette espèce a connu un déclin alarmant en Chine.
Elle est classée comme « vulnérable » sur le Liste rouge de l'IUCN des espèces menacées.
Elle a été attrapée pour la consommation dans toute son aire de répartition pendant de nombreuses décennies et cette récolte se poursuit encore. Même dans les années 1930, elle était commercialisée de Mao Son jusqu'à Hanoï.  Des tentatives d’élevage de cette espèce ont été faites en Chine, pour répondre à la demande du marché. 
Elle est vraisemblablement également affectée par une dégradation extensive de l'habitat, due à l'agriculture et à la construction de barrages (ces derniers impliquant des changements d'hydrologie).

## Publications originales
Lors de la seconde expédition au centre la Chine, le père David résida quatre mois à Jiujiang (nord du Jiangxi), du 25 juin au 13 octobre 1868, en raison des inondations qui l’empêchaient de poursuivre sa remontée du Fleuve Bleu. Sur le mont Lushan, il entendit des aboiements inquiétants, aux abords d’une pagode. On lui apprit qu’il s’agissait d’une grosse grenouille noire qui imite à merveille l’aboiement d’un grand chien (Boutan, p. 85). Il la décrit ainsi :
« Taille très grande. Dessus brun avec des petits points noirs et des taches nombreuses plus foncées ; dessous blanc sale ou jaunâtre. Une tache noirâtre derrière l’œil. Les vieux individus ont des couleurs plus claires et parfois le fond en un jaunâtre sale, avec des points noirâtres et d’autres taches obscures. Œil grisâtre. Vit sous les rochers des cascades ».
Dans son Journal de mon troisième voyage d’exploration dans l’empire chinois (p. 250), le père David écrit:
« Ce soir, un de nos chrétiens offre de me vendre sept de ces énormes grenouilles qui vivent dans les claires eaux de ces montagnes. Ces animaux sont d’un brun verdâtre, avec la poitrine un peu épineuse ou verruqueuse dans le mâle. J’ai sans doute là le fameux batracien de Nifang, et je serai même tenté de croire que c’est le même animal que celui que j’ai pris en 1868, à mon premier voyage au Ly-shan, et que je fis connaître avec le nom de Rana latrans. »
- David, 1875 : Journal de mon Troisième Voyage d'Exploration dans l'Empire Chinoise, vol. 2, Paris, Hachette, p. 1-348 (texte intégral).

## Usages
Les grenouilles Quasipaa spinosa sont impliquées dans trois secteurs économiques importants, intimement liés.

### économie de l’élevage
Pour assurer le développement économique des zones rurales, les autorités ont promu les fermes d’élevage de tortues à carapace molle et de diverses espèces de grenouilles. En 2018, la production nationale d'élevage de grenouilles était de 102 600 tonnes, représentant une augmentation de 10 600 tonnes par rapport à 2017, soit une augmentation de 11,57 % (Annuaire statistique des pêcheries chinoises 2019).
La grenouille épineuse géante est rare sur le marché et le prix reste élevé, environ 300 yuans le kilogramme. C’est une espèce reproductrice à fort potentiel de développement. La politique de l’État a encouragé la création de fermes d’élevage de grenouilles telles que la grenouille tachetée de noire et la grenouille épineuse, fournissant non seulement aux consommateurs de nouveaux produits, mais en offrant également plus de revenus aux éleveurs. En 2018, la valeur du secteur de l’élevage de grenouilles a dépassé des dizaines de milliards de yuan. 

### alimentation
La grenouille épineuse géante est appréciée pour sa viande par les amateurs de yewei. La tradition culinaire du Sud de la Chine recherche les mets rares, exotiques, venant d’espèces sauvages. La gastronomie associe des préoccupations de santé fondées sur les croyances philosophiques anciennes et la recherche de mets savoureux. La médecine traditionnelle chinoise fournit les principes théoriques de la diététique.

### médecine chinoise
La médecine « traditionnelle » chinoise estime que la viande de grenouille épineuse géante est de saveur douce et de nature équilibrée (甘 gan, 平 ping).
Selon le Bencao gangmu de Li Shizhen, elle intègre tout le yin, mange tous les insectes, et détoxifie. Elle refroidit, détoxifie, calme le foie, et réduit le feu.